# Begraafplaats van Bondues
De Begraafplaats van Bondues is een gemeentelijke begraafplaats in de Franse gemeente Bondues in het Noorderdepartement. De begraafplaats ligt aan de Rue du Général de Gaulle op 750 m ten zuidoosten van het centrum (Église Saint-Vaast). Vanaf de weg en het toegangshek leidt een pad van ruim 100 m naar het terrein met de graven. De begraafplaats bestaat uit een oud gedeelte en een jongere uitbreiding en hebben samen een oppervlakte van ruim 2.6 ha. De uitbreiding is ook toegankelijk via een tweede ingang in de Rue Albert Lecointre.
Vooraan op de begraafplaats staat een gedenkzuil voor de gesneuvelde gemeentenaren uit de beide wereldoorlogen en andere militaire conflicten waarbij Frankrijk betrokken was. 

## Franse oorlogsgraven

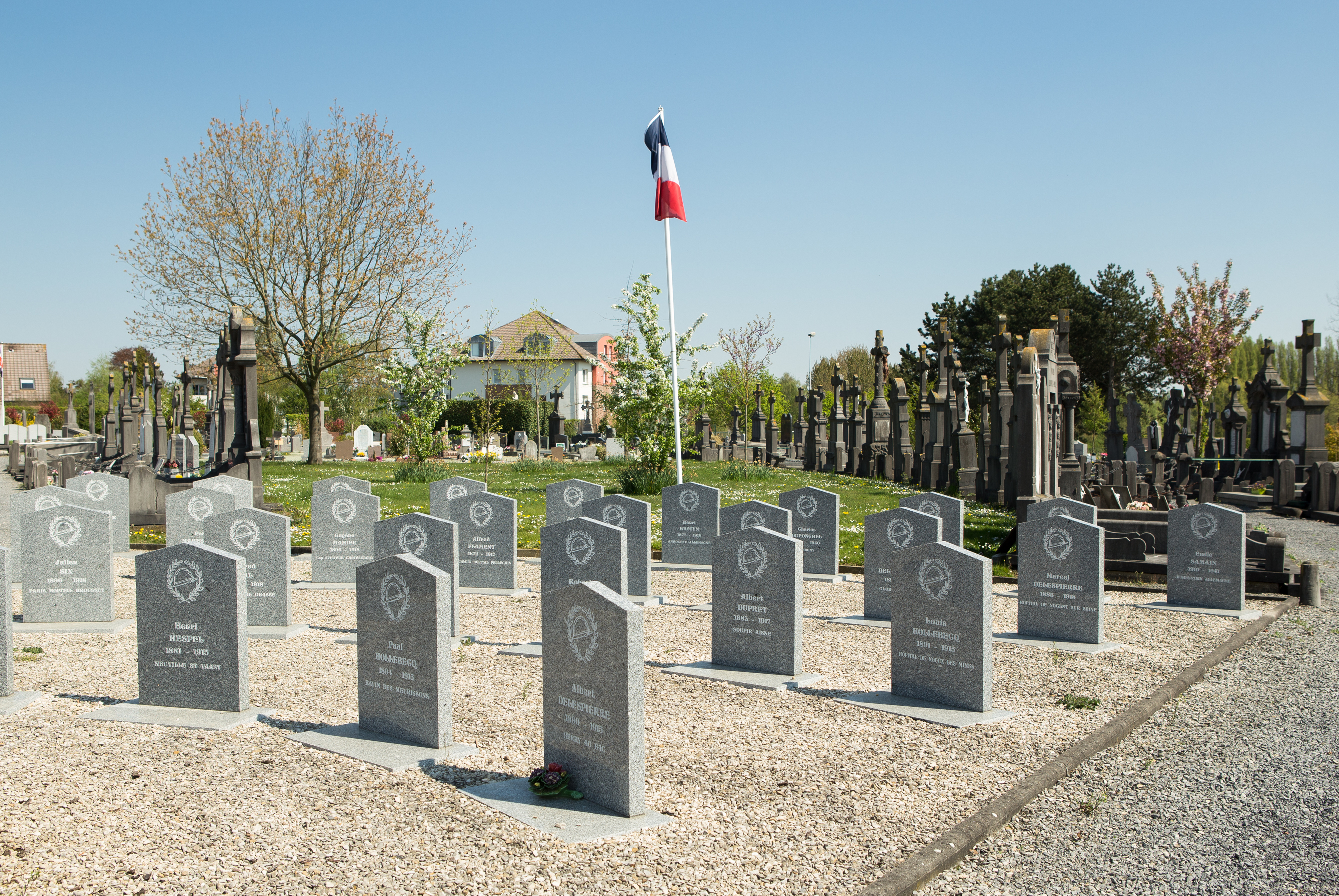
Franse graven

Bij oorlogsmonument liggen 30 graven met gesneuvelden uit de Eerste Wereldoorlog of Tweede Wereldoorlog.

## Britse oorlogsgraven
In de noordelijke hoek van de begraafplaats ligt een perk met 11 Britse gesneuvelden uit de Tweede Wereldoorlog. Eén van hen is niet geïdentificeerd. Zij kwamen om tussen 21 en 25 mei 1940. 
De graven worden onderhouden door de Commonwealth War Graves Commission en staan er geregistreerd onder Bondues Communal Cemetery.